# 雜谷土司碉群
雜谷土司碉群位於四川省阿壩藏族羌族自治州理縣，是清代杂谷土司衙门所在地，文物遺址年代判定為清代。2007年6月1日公佈為四川省第七批文物保護單位。